# Екватор (завод)

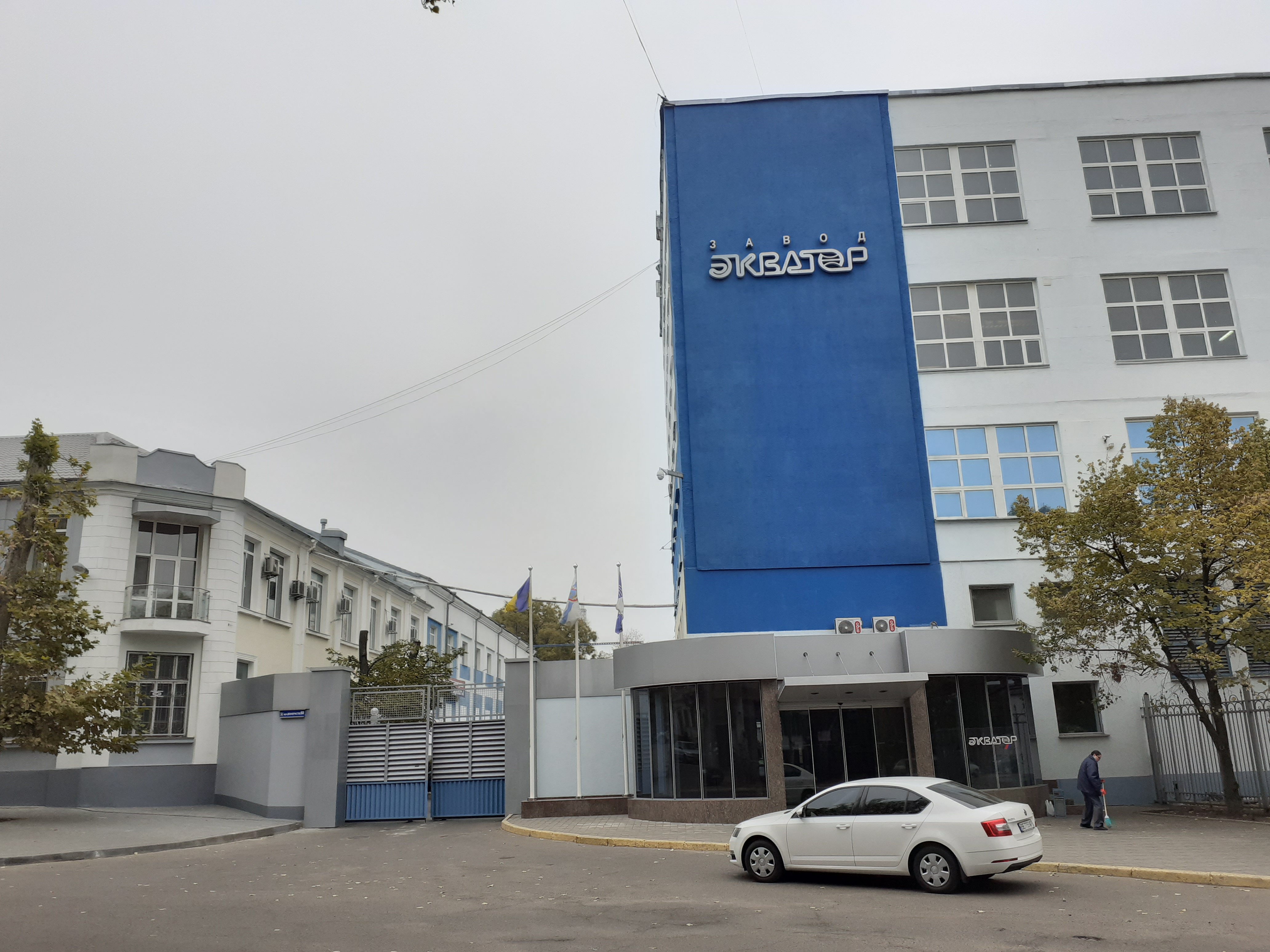
Завод Екватор

Завод Екватор – підприємство в Миколаєві, що спеціалізується на виготовленні систем вентиляцій, кліматичного обладнання, холодильників тощо переважно (але не тільки) для суден і кораблів. Завод є лідером в своїй галузі серед країн СНД.

## Історія заводу
Історія підприємства починається з майстерні Миколаївського військово-морського будівельного бюро державного електротехнічного тресту. Це бюро виконувало електромонтажні роботи на суднобудівних заводах.
Внаслідок інтенсивного розвитку суднобудування і військового кораблебудування, виникла потреба в значних об'ємах монтувальних робіт, тому з цієї майстерні 1934 році було утворено ЕМТ — українське монтажно-виробниче підприємство «Електромортрест». На ньому споруджувані судна і кораблі комплектувалися потрібними виробами. Свого часу ЕМТ розробив і налагодив випуск розподільних щитів різних типів, суднових вентиляторів, машин регенерації повітря, настільних і стельових вентиляторів.
Під час Другої Світової війни завод був евакуйований спочатку під Астрахань, потім в Пермську область, де в незвичних для південців умовах суворої уральської зими (морози доходили до мінус 40-50 градусів), продовжував працювати на оборону. Після звільнення Миколаєва колектив повернувся до рідного міста, відновлювати виробництво.
1959 року на базі заводу створено науково-дослідний інститут «Тайфун», який проводив тепер і науково-дослідну роботу та проєктування обладнання систем кондиціонування повітря і вентиляції. В 1970 році завод «Теплотехнік» і Центральний науково-дослідний і проєктний інститут «Тайфун» об'єдналися, утворивши ПТО «Екватор». До 1991 року в об'єднанні випускалась широкий перелік кліматичного обладнання для систем життєзабезпечення суден та кораблів. У 1995 році об'єднання реорганізовано в акціонерне товариство відкритого типу "Завод «Екватор»" (з 2006 року — відкрите акціонерне товариство).
2007 року, компанія відкриває завод в Нижньому Новгороді, який теж називається "Завод «Екватор»", основним завданням якого є створення на території Російської Федерації сучасної виробничої та лабораторно-дослідницької бази, що дозволяє створювати нові зразки обладнання, котрі відповідають вимогам російських замовників.
За 85 років свого існування, підприємство розвинулось від виготовлення простого суднового електрообладнання, до створення систем життєзабезпечення атомних підводних човнів, спеціальних глибоководних апаратів і водолазних комплексів, обладнання кондиціонування і вентиляції повітря для кораблів і суден усіх типів і призначень, нафтогазовидобувних платформ.
Зранку 17.06.2022 в ході російського вторгнення в Україну, Спортклуб при заводу було обстріляно з боку Російської Федерації крилатими ракетами.

## Види діяльності
Основний:
- 28.25 Виробництво промислового холодильного та вентиляційного устатковання.

Інші:
- 30.11 Будування суден і плавучих конструкцій;
- 43.22 Монтаж водопровідних мереж, систем опалення та кондиціонування;
- 72.19 Дослідження й експериментальні розробки у галузі інших природничих і технічних наук.

## Продукція

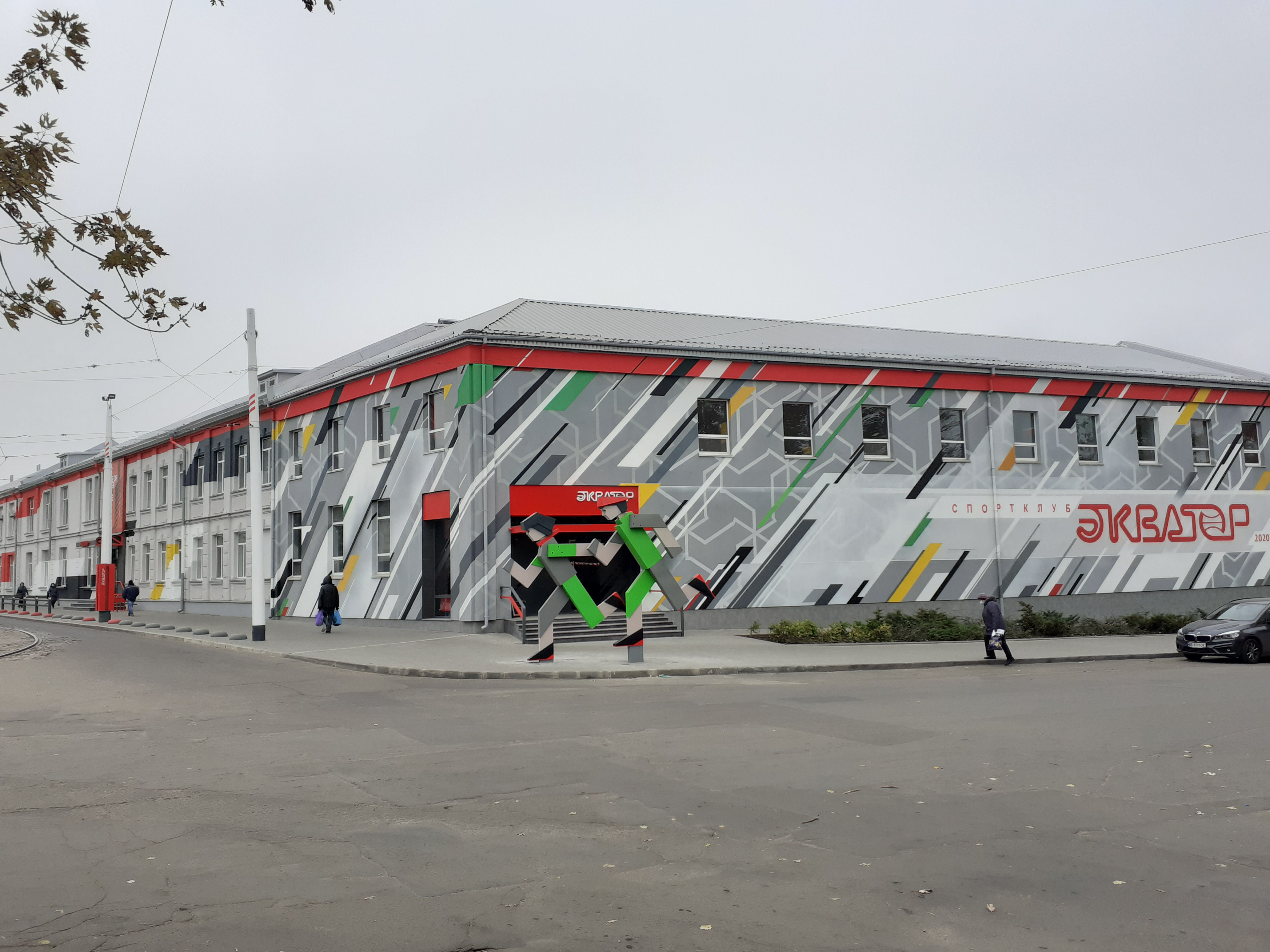
Спорткомплекс при заводі Екватор

Насамперед, це різноманітне суднове устаткування вентиляції, кондиціонування та очищення повітря для систем життєзабезпечення суден та кораблів всіх класів та призначень: радіальні, осьові вентилятори; центральні та локальні кондиціонери в автономному та неавтономному виконанні; теплообмінні апарати (повітронагрівачі, повітроохолоджувачі, теплоутилізатори) під різні види енергоносіїв, повітряна арматура та інше.
На сайті компанії вказано, що всі судна і кораблі виготовлені в СРСР укомплектовані кліматичним обладнанням її виробництва.
Конструкторське бюро заводу розробило спеціальне обладнання для атомних (сейсмостійкі кондиціонерні системи) та теплових електростанцій, кабін машиністів магістральних тепловозів та електровозів, купейних вагонів, підприємств фармацевтичної, харчової та переробної промисловості, сільського господарства. Для металургів виробляються кондиціонери для доменних кранів.
Серед клієнтів компанії — Чорноморський суднобудівний завод і десятки суднобудівних заводів в Російської Федерації, всі атомні електростанції України, ММК ім. Ілліча та інші великі мет.комбінати, Монетний двір НБУ та інші.